# Nhật thực trên Sao Hỏa

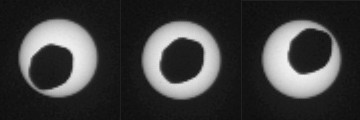
Nhật thực hình tròn của Mặt trời bởi Phobos (Curiousity, ngày 20 tháng 8 năm 2013)

Hai mặt trăng của Sao Hỏa, Phobos và Deimos, nhỏ hơn nhiều so với Mặt Trăng của Trái Đất, giúp giảm đáng kể tần suất nhật thực trên hành tinh đó. Đường kính góc của mặt trăng không đủ lớn để che đĩa mặt trời, và do đó chúng là nhật thực hình khuyên và cũng có thể được coi là quá cảnh.

## Eclipses gây ra bởi Phobos

Quá cảnh của Phobos (Cơ hội, tháng 3 năm 2004)

Do kích thước nhỏ của Phobos (khoảng 20 nhân 25 km (12 nhân 16 dặm)) và chuyển động quỹ đạo nhanh của nó, một người quan sát trên bề mặt Sao Hỏa sẽ không bao giờ thấy được nhật thực trong thời gian dài hơn khoảng ba mươi giây. Phobos cũng chỉ mất 7 giờ 39 phút để quay quanh Sao Hỏa, trong khi một ngày sao Hỏa dài 24 giờ 37 phút, nghĩa là Phobos có thể tạo ra hai lần thiên thực mỗi ngày trên sao Hỏa.  Chúng là nhật thực hình khuyên, bởi vì Phobos không đủ lớn hoặc đủ gần sao Hỏa để tạo ra nhật thực toàn phần.

## Quá cảnh gây ra bởi Deimos
Deimos quá nhỏ (khoảng 15 nhân 10 km (9,3 nhân 6,2 mi)) và quá xa sao Hỏa để gây ra nhật thực. Điều tốt nhất mà một người quan sát trên Sao Hỏa sẽ thấy là một điểm nhỏ quá cảnh qua đĩa của Mặt trời.

## Nhìn từ Trái Đất
Cả hai mặt trăng đều quá nhỏ để tạo ra bóng trên Sao Hỏa có thể nhìn thấy từ Trái Đất. Tuy nhiên, ngay sau khi các vệ tinh nhân tạo đầu tiên được đặt trên quỹ đạo quanh Sao Hỏa, bóng của Phobos đã được nhìn thấy trong các bức ảnh truyền đến Trái Đất. Một trong những bức ảnh này là từ rover Opportunity của NASA.